# アンディ・ローズ
アンディ・ローズ（Andy Rose、1990年2月13日 - ）は、オーストラリア出身の元サッカー選手。現役時代のポジションはMF。

## クラブ経歴
2012年のMLSサプリメンタルドラフトで、1巡目(全体6人目)にレアル・ソルトレイクに指名された。直後、レオーネ・クルスとのトレードでシアトル・サウンダーズFCに移籍。
2012年3月13日、シアトル・サウンダーズFCとプロ契約を締結した。5月5日のフィラデルフィア・ユニオン戦でプロデビュー。
2015年12月、2016年1月から2017年6月までの契約でコヴェントリー・シティFCに加入することが発表された。
2017年6月13日、スコティッシュ・プレミアシップのマザーウェルFCとシーズンいっぱいの契約を結んだ。2018年5月16日、契約を1年延長した。
2018年12月10日、バンクーバー・ホワイトキャップスに移籍

## 人物
両親はイングランド人で、幼少期に両親の祖国イギリスに移住した。このためイギリス国籍も所有している。また2013年9月にアメリカのグリーンカードを取得しており、MLSでは国内選手扱いとなっている。
2016年2月、元サッカー選手で現ロサンゼルスFC監督のボブ・ブラッドリーの娘と結婚した。